# 亚琛
（德語：[ˈʔaːxn̩] ⓘ，荷蘭語：[ˈaːkə(n)] ⓘ，法語發音：[ɛks la ʃapɛl]）是位於德國北莱茵-威斯特法伦州的一個城市，靠近比利時與荷蘭邊境，是德國最西部的城市。
亞琛以溫泉（歐洲中部最熱的溫泉）著名，從西元1世紀起这里就是療養地。這個城市是一個重要的鐵路匯集點，也是工業與集會中心。經濟以食品工業為主，主要生產杏仁糖、巧克力、普林滕饼。 此外亦有機械、鐵路設備及紡織業。此外，德國約20%的毛織品在亞琛生產。

## 歷史
這個城市早年由凱爾特人與羅馬人相继統治，具有豐富的歷史見證。人們將亚琛視為查理曼的出生地。在查理曼統治的時期（800年－814年），於亚琛建造宮廷禮拜堂，也就是亚琛大教堂。由於其無與倫比的歷史地位、建築風格，以及收藏於其內的曠世藝術品，亚琛大教堂成為德國第一座列入聯合國教科文組織世界文化遗产的建筑瑰寶。
查理曼將這個城市建造成卡洛林文化的中心，開創了中世紀早期第一個具代表性的文化復興。西元813年至1532年間，有三十二個神聖羅馬帝國皇帝在此加冕。1166年和1215年兩次獲得城市特許狀。1250年左右成為帝國的自由城市。不過由於接近法国邊境，又遠離神聖羅馬帝國中心，1562年皇帝加冕儀式改至法蘭克福進行。1668年起成為數次和平會議會址。
法國大革命期間（1789年－1797年），亚琛為法國所佔領，1801年正式割讓給法國，直到1815年拿破崙戰敗，根据维也纳会议，亚琛由普魯士王国管理。這個城市在第二次世界大战末期，成為被盟軍攻佔的第一座德國城市（1944年10月20日），並受創於強大的空襲與陸戰。1966年，亚琛開始進行重建。1999年1月31日為亚琛大教堂成立一個歐洲基金委員會，在這委員會中，許多國家的市長答應支持大教堂的維護。這個源於卡洛林時代的建築紀念物，在1978年由UNESCO列為世界文化遺產。目前亚琛的人口在2001年統計約為24萬4千人。
亚琛國際性的查理曼獎於1950年開始舉辦，是最老也是最有名的獎項，頒給在行為和研究機關表現優異，而且對歐洲國家統一有貢獻者，2000年美國總統比尔·克林顿也曾在此受頒獎項。
世界知名單練和马术競技活動「CHIO」也是亚琛的民間節日，每年的八月都會舉辦活動，吸引來自世界各地愛馬的朋友來此聚會。

## 交通

#### 鐵路
亚琛有四個較小的車站：亚琛西站（Aachen West）、亚琛尚茨站（Aachen Schanz）、亚琛羅特埃尔德站（Aachen-Rothe Erde）和艾倫多夫站（Eilendorf）。較慢的火車就停在這些地方。隨著亚琛工業大學的擴張，西亚琛車站已變得越來越重要。

#### 機場
马斯特里赫特-亚琛机场  是亚琛和荷蘭马斯特里赫特的主要機場。它位於亚琛西北約15海浬（28公里/17英里）。亚琛和機場之間有接駁車服務。

## 景點
值得參觀的景點如市政廳（Rathaus）、及亚琛大教堂（Aachener Dom）。市政廳在1353年從查理大帝（或卡爾大帝）皇宫的廢墟中建起。亚琛大教堂之祭壇建於約13至14世紀左右，其中還有查理大帝的寶座及墳墓。
報紙博物館是為了紀念名為Paul Julius von reuter的德國記者而設置的，其中收集了約三十種語言、超過十二萬的報紙與雜誌。
1870年亚琛工業大學（RWTH Aachen）設立，孕育出不少傑出的工程界人士。
Suermondt ludwig美術館為威尼斯式文藝復興建築，在十九世紀中葉為著名的亚琛城市官邸，本為Cassalette住處，其中保留著豪華的入口階梯玄關，裝飾屋頂，及壁畫。1992年到1994年，建築師Bussmann與Haberer在舊建築物一旁設計新的藝術中心，呈現新與舊建築藝術的融合。美術館現為美術展示與美術教育用之空間。
位在亚琛市中心外北端的盧斯山（Lousberg），不只有著有趣的傳說，亦是值得踏青的地方。亚琛溫泉也是相當有名。

## 嘉年華會
早在19世紀，嘉年華的第一個協會就在這裡成立。嘉年華的格言是跟朋友玩笑逗趣，這裡的居民以唱歌、跳舞、喝酒來歡度這個節日。在11月11日的11點11分開始到2月的綠色星期四（grüner Donnerstag），會有超過五十個嘉年華聚會在亚琛舉行。
每年的復活節的前一個星期到復活節後的一個星期，在阿亨的 Bendplatz 廣场會有各式各樣的活動， 例如雲霄飛車、碰碰車、迷宮等遊戲，除此之外還賣一些應節食品。

## 友好城市
截至2021年10月，亚琛共与十座城市结为友好城市关系：
- 法國 蒙特堡（1960年）
- 法國 兰斯（1967年1月28日）
- 英国 哈利法克斯（1979年11月14日）
- 西班牙 托莱多（1985年1月26日）
- 中国 宁波（1986年10月25日）
- 德国 瑙姆堡（1988年5月30日）
- 美国 阿灵顿县（1993年9月17日）
- 俄羅斯 科斯特罗马（2001年9月26日）
- 土耳其 萨勒耶尔（2013年1月）
- 南非 开普敦（2017年）

## 外部連結
- 亚琛城市入口網站（页面存档备份，存于）
- 亚琛縣轄區交通查詢（页面存档备份，存于）
- 亚琛工業大學（页面存档备份，存于）
- 亚琛應用科技大學（页面存档备份，存于）
- 亚琛中国学生学者联合会（页面存档备份，存于）
- 亚琛汤若望协会
- 亚琛华人基督徒团契（页面存档备份，存于）
- 亚琛动物园（页面存档备份，存于）
- 亚琛三国交界[永久]